# Bādlūn
Bādlūn (persiska: Bādelān, بادلون) är en ort i Iran.   Den ligger i provinsen Khuzestan, i den centrala delen av landet, 500 km söder om huvudstaden Teheran. Bādlūn ligger 1 059 meter över havet och antalet invånare är 155.
Terrängen runt Bādlūn är bergig söderut, men norrut är den kuperad.Runt Bādlūn är det ganska glesbefolkat, med 38 invånare per kvadratkilometer. Närmaste större samhälle är Dehdez, 13,7 km norr om Bādlūn. Omgivningarna runt Bādlūn är i huvudsak ett öppet busklandskap.